# Ла Хома (Тексас)
Ла Хома (енгл. La Homa) насељено је место без административног статуса у америчкој савезној држави Тексас.

## Демографија
По попису из 2010. године број становника је 11.985, што је 1.552 (14,9%) становника више него 2000. године.
| Група             | 2000.          | 2010.          |
| Белци             | 222 (2,1%)     | 343 (2,9%)     |
| Афроамериканци    | 12 (0,1%)      | 8 (0,1%)       |
| Азијати           | 7 (0,1%)       | 7 (0,1%)       |
| Хиспаноамериканци | 10.196 (97,7%) | 11.632 (97,1%) |
| Укупно            | 10.433         | 11.985         |